# جنگل‌های حاره‌ای جزایر کوکوس و کریسمس
جنگل‌های حاره‌ای جزایر کوکوس و کریسمس (انگلیسی: Christmas and Cocos Islands tropical forests) بوم‌ناحیه‌ای است که مناطق جنگلی جزیره کریسمس و جزیره نورث کیلینگ، دو جزیره کوچک کوهستانی در جنوب جزیره جاوه اندونزی را در بر می‌گیرد. جنگل‌های این دو جزیره دارای گونه‌های درختی از نوع هندو-اقیانوس آرام و ملانزی در جزایر مجاور هستند. جنگل‌های جزیره کریسمس و جزیره نورث کیلینگ از این نظر منحصر به فرد به‌شمار می‌روند که دارای جمعیت زیادی از خرچنگ‌های قرمز خشکی هستند. در این جزایر به دلیل دور بودن، گونه‌های بوم‌زاد بسیاری وجود دارد.